# Ciclismo nos Jogos Olímpicos de Verão de 2008 - Perseguição individual masculino
A prova de perseguição individual do ciclismo olímpico ocorreu em 16 de agosto no Velódromo Laoshan.

## Medalhistas
| Ouro   | GBR Bradley Wiggins |
| Prata  | NZL Hayden Roulston |
| Bronze | GBR Steven Burke    |

## Qualificatória
Os dezoito ciclistas disputaram a prova em nove baterias. Em cada uma, os participantes largaram em lados opostos da pista, e tinham como objetivo alcançar o adversário. Como isso é pouco provável, o resultado se dá pelo tempo de cada um ao final dos 4000m da corrida. Os vencedores de cada confronto não se classificaram automaticamente. Passaram para a fase seguinte os oito melhores tempos no geral.
- Q: Classificado

| Bateria | Atleta                  | Tempo         | Posição |
| ------- | ----------------------- | ------------- | ------- |
| 1       | FRA Fabien Sanchez      | 4:33.100      | 15      |
| 1       | AUS Brett Lancaster     | 4:26.139      | 12      |
| 2       | COL Carlos Alzate       | 4:35.154      | 16      |
| 2       | GBR Steven Burke        | 4:22.260 Q    | 5       |
| 3       | ESP Antonio Tauler      | 4:22.462 Q    | 6       |
| 3       | NED Jens Mouris         | 4:27.445      | 13      |
| 4       | UKR Vitaliy Popkov      | 4:30.321      | 14      |
| 4       | MDA Alexandre Pliușchin | 4:35.438      | 17      |
| 5       | ESP Sergi Escobar       | 4:26.102      | 10      |
| 5       | RUS Alexander Serov     | 4:23.732 Q    | 8       |
| 6       | USA Taylor Phinney      | 4:22.860 Q    | 7       |
| 6       | UKR Volodymyr Dyudya    | 4:21.530 Q    | 4       |
| 7       | AUS Bradley McGee       | 4:26.084      | 9       |
| 7       | IRL David O'Loughlin    | 4:26.102      | 11      |
| 8       | NED Jenning Huizenga    | 4:37.097      | 18      |
| 8       | NZL Hayden Roulston     | 4:18.990 Q    | 2       |
| 9       | GBR Bradley Wiggins     | 4:15.031 Q OR | 1       |
| 9       | RUS Alexei Markov       | 4:21.498 Q    | 3       |

## Semifinais
As quatro semifinais foram disputadas pelos classificados em cruzamento olímpico. Mais uma vez, apenas os tempos definem os classificados. Os dois melhores disputam a final e os dois seguintes disputam o bronze.
| Atleta               | Tempo    | Pos. |
| -------------------- | -------- | ---- |
| UKR Volodymyr Dyudya | 4:22:471 | 5    |
| GBR Steven Burke     | 4:21:558 | 3    |

| Atleta             | Tempo    | Pos. |
| ------------------ | -------- | ---- |
| RUS Alexei Markov  | 4:22:308 | 4    |
| ESP Antonio Tauler | 4:24:974 | 6    |

| Atleta              | Tempo    | Pos. |
| ------------------- | -------- | ---- |
| NZL Hayden Roulston | 4:19:232 | 2    |
| USA Taylor Phinney  | 4:26:644 | 8    |

| Atleta              | Tempo    | Pos. |
| ------------------- | -------- | ---- |
| GBR Bradley Wiggins | 4:16:571 | 1    |
| RUS Alexander Serov | 4:25:391 | 7    |

## Finais
| Atleta            | Tempo    | Pos. |
| ----------------- | -------- | ---- |
| GBR Steven Burke  | 4:20:947 |      |
| RUS Alexei Markov | 4:24:149 | 4    |

| Atleta              | Tempo    | Pos. |
| ------------------- | -------- | ---- |
| GBR Bradley Wiggins | 4:16:977 |      |
| NZL Hayden Roulston | 4:19:611 |      |